# Ptiloppia lienhardi
Ptiloppia lienhardi är en kvalsterart som beskrevs av Sandór Mahunka 200. Ptiloppia lienhardi ingår i släktet Ptiloppia och familjen Oppiidae. Inga underarter finns listade i Catalogue of Life.